# Segunda División de Andorra 2022-23
La Segunda División de Andorra 2022-23 (en catalán: Segona Divisió de Andorra 2022-23), oficialmente y por motivos de patrocinio Lliga UNIDA, fue la 24.ª edición de la Segunda División de Andorra. La temporada comenzó el 17 de septiembre de 2022 y finalizó el 21 de mayo de 2023.

## Equipos participantes
| Equipo                 | Localidad               | 2021-22               |
| ---------------------- | ----------------------- | --------------------- |
| Atlètic Amèrica        | Las Escaldas-Engordany  | 5°                    |
| Carroi                 | Santa Coloma de Andorra | Primera División (8º) |
| Encamp                 | Encamp                  | 6º                    |
| Engordany B            | Las Escaldas-Engordany  | 10°                   |
| CF Esperança d'Andorra | Andorra la Vieja        | no disputó            |
| La Massana             | La Massana              | 2º                    |
| FC Ordino B            | Ordino                  | no disputó            |
| FC Pas de la Casa      | El Pas de la Casa       | no disputó            |
| Ranger's               | Andorra la Vieja        | 9°                    |
| FC Santa Coloma B      | Santa Coloma de Andorra | 8º                    |
| UE Santa Coloma B      | Santa Coloma de Andorra | 4º                    |

### Equipos por parroquia
| \| Parroquia \| N.º \| Equipos \| \| ---------------------- \| --- \| ------------------------------------------------------------------------------- \| \| Andorra la Vieja \| 5 \| Carroi, CF Esperança d'Andorra, Ranger's, FC Santa Coloma B y UE Santa Coloma B \| \| Encamp \| 2 \| Encamp y FC Pas de la Casa \| \| Las Escaldas-Engordany \| 2 \| Atlètic Amèrica y Engordany B \| \| La Massana \| 1 \| La Massana \| \| Ordino \| 1 \| FC Ordino B \| |     |                                                                                 |
| Parroquia | N.º | Equipos                                                                         |
| Andorra la Vieja | 5   | Carroi, CF Esperança d'Andorra, Ranger's, FC Santa Coloma B y UE Santa Coloma B |
| Encamp | 2   | Encamp y FC Pas de la Casa                                                      |
| Las Escaldas-Engordany | 2   | Atlètic Amèrica y Engordany B                                                   |
| La Massana | 1   | La Massana                                                                      |
| Ordino | 1   | FC Ordino B                                                                     |

## Sistema de competición
Los siete equipos y los cuatro filiales de Segunda División se enfrentaron todos contra todos en dos ruedas. Una vez finalizada la fase regular, los siete mejores equipos participaron de la Ronda por el campeonato excepto los filiales.
En esta segunda y última etapa, cada equipo enfrentó a sus respectivos rivales de ronda en una oportunidad, comenzando su participación con la misma cantidad de puntos con la que finalizaron la fase regular. Aquel equipo que al cierre de esta ronda  sumó mayor puntuación se consagró campeón y ascendió a la Primera División, junto con el segundo y el tercero en la clasificación. El cuarto clasificado jugó una promoción a doble partido contra el penúltimo de Primera División para mantener su lugar en la liga o ascender.

## Fase regular

### Clasificación
| Pos. | Equipo              | Pts. | PJ | G  | E | P  | GF | GC | Dif. | Clasificación                |
| ---- | ------------------- | ---- | -- | -- | - | -- | -- | -- | ---- | ---------------------------- |
| 1    | Pas de la Casa      | 48   | 18 | 15 | 3 | 0  | 99 | 7  | +92  | Clasificado a los play-offs. |
| 2    | Atlètic Amèrica     | 44   | 18 | 14 | 2 | 2  | 57 | 21 | +36  | Clasificado a los play-offs. |
| 3    | Esperança d'Andorra | 40   | 18 | 12 | 4 | 2  | 49 | 17 | +32  | Clasificado a los play-offs. |
| 4    | Carroi              | 33   | 18 | 10 | 3 | 5  | 50 | 30 | +20  | Clasificado a los play-offs. |
| 5    | La Massana          | 28   | 18 | 8  | 4 | 6  | 48 | 28 | +20  | Clasificado a los play-offs. |
| 6    | Encamp              | 28   | 18 | 9  | 1 | 8  | 42 | 41 | +1   | Clasificado a los play-offs. |
| 7    | Ranger's            | 22   | 18 | 7  | 1 | 10 | 35 | 54 | −19  | Clasificado a los play-offs. |
| 8    | FC Santa Coloma B   | 6    | 18 | 2  | 0 | 16 | 17 | 87 | −70  |                              |
| 9    | Engordany B         | 6    | 18 | 2  | 0 | 16 | 12 | 70 | −58  |                              |
| 10   | UE Santa Coloma B   | 6    | 18 | 2  | 0 | 16 | 18 | 72 | −54  |                              |
| 11   | Ordino B            | 4    | 8  | 1  | 1 | 6  | 4  | 19 | −15  | Se retiró.                   |

Actualizado a los partidos jugados el 26 de marzo de 2023.
 Fuente: FAF

### Fixture
- Los horarios corresponden a la CET (Hora Central Europea) UTC+1 en horario estándar y UTC+2 en horario de verano.

#### Primera vuelta
| Esperança d'Andorra | 2 - 1 | Encamp            | Centre d'Entrenament de la FAF 2 | 17 de septiembre | 20:30 |
| Engordany B         | 0 - 3 | FC Santa Coloma B | CE La Massana                    | 17 de septiembre | 20:30 |
| La Massana          | 0 - 3 | Pas de la Casa    | CE La Massana                    | 18 de septiembre | 12:00 |
| Ranger's            | 1 - 4 | Atlètic Amèrica   | CE La Massana                    | 18 de septiembre | 15:00 |
| Carroi              | 1 - 0 | UE Santa Coloma B | CE La Massana                    | 18 de septiembre | 18:00 |

| Atlètic Amèrica   | 2 - 1 | La Massana          | Centre d'Entrenament de la FAF 2 | 24 de septiembre | 20:30 |
| FC Santa Coloma B | 1 - 5 | Carroi              | CE La Massana                    | 24 de septiembre | 20:30 |
| UE Santa Coloma B | 2 - 4 | Ranger's            | CE La Massana                    | 25 de septiembre | 12:00 |
| Pas de la Casa    | 0 - 0 | Esperança d'Andorra | CE La Massana                    | 25 de septiembre | 15:00 |
| Ordino B          | 2 - 1 | Engordany B         | CE La Massana                    | 25 de septiembre | 18:00 |

| Ranger's            | 6 - 2 | FC Santa Coloma B | Centre d'Entrenament de la FAF 2 | 1 de octubre | 20:30 |
| Carroi              | 1 - 1 | Ordino B          | CE La Massana                    | 1 de octubre | 20:30 |
| Esperança d'Andorra | 1 - 3 | Atlètic Amèrica   | CE La Massana                    | 2 de octubre | 12:00 |
| La Massana          | 3 - 1 | UE Santa Coloma B | CE La Massana                    | 2 de octubre | 15:00 |
| Encamp              | 0 - 4 | Pas de la Casa    | CE La Massana                    | 2 de octubre | 18:00 |

| Atlètic Amèrica   | 4 - 2 | Encamp              | CE La Massana                    | 8 de octubre | 20:30 |
| Engordany B       | 2 - 6 | Carroi              | Centre d'Entrenament de la FAF 2 | 8 de octubre | 20:30 |
| Ordino B          | 1 - 2 | Ranger's            | CE La Massana                    | 9 de octubre | 12:00 |
| UE Santa Coloma B | 1 - 4 | Esperança d'Andorra | CE La Massana                    | 9 de octubre | 15:00 |
| FC Santa Coloma B | 0 - 3 | La Massana          | CE La Massana                    | 9 de octubre | 18:00 |

| Pas de la Casa      | 5 - 0 | Atlètic Amèrica   | Centre d'Entrenament de la FAF 2 | 15 de octubre | 20:30 |
| Ranger's            | 2 - 1 | Engordany B       | CE La Massana                    | 15 de octubre | 20:30 |
| Encamp              | 4 - 2 | UE Santa Coloma B | CE La Massana                    | 16 de octubre | 12:00 |
| La Massana          | 3 - 0 | Ordino B          | CE La Massana                    | 16 de octubre | 15:00 |
| Esperança d'Andorra | 5 - 0 | FC Santa Coloma B | CE La Massana                    | 16 de octubre | 18:00 |

| UE Santa Coloma B | 0 - 11 | Pas de la Casa      | CE La Massana                    | 22 de octubre | 20:30 |
| Ordino B          | 0 - 3  | Esperança d'Andorra | Centre d'Entrenament de la FAF 2 | 22 de octubre | 20:30 |
| Engordany B       | 0 - 3  | La Massana          | CE La Massana                    | 23 de octubre | 12:00 |
| FC Santa Coloma B | 0 - 6  | Encamp              | CE La Massana                    | 23 de octubre | 15:00 |
| Carroi            | 1 - 0  | Ranger's            | CE La Massana                    | 23 de octubre | 18:00 |

| La Massana          | 2 - 2  | Carroi            | CE La Massana       | 29 de octubre       | 20:30               |
| Pas de la Casa      | 10 - 0 | FC Santa Coloma B | CE La Massana       | 30 de octubre       | 12:00               |
| Esperança d'Andorra | 2 - 1  | Engordany B       | CE La Massana       | 30 de octubre       | 15:00               |
| Atlètic Amèrica     | 4 - 1  | UE Santa Coloma B | CE La Massana       | 30 de octubre       | 18:00               |
| Encamp              | 3 - 0  | Ordino B          | Victoria Adjudicada | Victoria Adjudicada | Victoria Adjudicada |

| Engordany B       | 0 - 2 | Encamp              | CE La Massana                    | 5 de noviembre      | 20:30               |
| Ranger's          | 3 - 3 | La Massana          | Centre d'Entrenament de la FAF 2 | 5 de noviembre      | 20:30               |
| Carroi            | 0 - 3 | Esperança d'Andorra | CE La Massana                    | 6 de noviembre      | 12:00               |
| FC Santa Coloma B | 1 - 8 | Atlètic Amèrica     | CE La Massana                    | 6 de noviembre      | 15:00               |
| Ordino B          | 0 - 3 | Pas de la Casa      | Victoria Adjudicada              | Victoria Adjudicada | Victoria Adjudicada |

| Esperança d'Andorra | 6 - 0 | Ranger's          | CE La Massana                    | 12 de noviembre     | 20:30               |
| UE Santa Coloma B   | 2 - 1 | FC Santa Coloma B | Centre d'Entrenament de la FAF 2 | 12 de noviembre     | 20:30               |
| Encamp              | 2 - 1 | Carroi            | CE La Massana                    | 13 de noviembre     | 15:00               |
| Pas de la Casa      | 8 - 0 | Engordany B       | CE La Massana                    | 13 de noviembre     | 18:00               |
| Atlètic Amèrica     | 3 - 0 | Ordino B          | Victoria Adjudicada              | Victoria Adjudicada | Victoria Adjudicada |

| Carroi      | 2 - 6 | Pas de la Casa      | Centre d'Entrenament de la FAF 2 | 19 de noviembre | 20:30 |
| Engordany B | 0 - 6 | Atlètic Amèrica     | CE La Massana                    | 20 de noviembre | 12:00 |
| La Massana  | 0 - 0 | Esperança d'Andorra | CE La Massana                    | 20 de noviembre | 15:00 |
| Ranger's    | 1 - 2 | Encamp              | CE La Massana                    | 20 de noviembre | 18:00 |

| Encamp            | 2 - 0 | La Massana  | CE La Massana                    | 26 de noviembre | 20:30 |
| Pas de la Casa    | 8 - 0 | Ranger's    | CE La Massana                    | 27 de noviembre | 15:00 |
| Atlètic Amèrica   | 2 - 2 | Carroi      | CE La Massana                    | 27 de noviembre | 18:00 |
| UE Santa Coloma B | 1 - 3 | Engordany B | Centre d'Entrenament de la FAF 1 | 28 de noviembre | 20:30 |

#### Segunda vuelta
| Atlètic Amèrica   | 3 - 0 | Ranger's            | Centre d'Entrenament de la FAF 2 | 3 de diciembre  | 20:30 |
| Encamp            | 1 - 1 | Esperança d'Andorra | Centre Esportiu d'Alàs           | 4 de diciembre  | 12:30 |
| UE Santa Coloma B | 0 - 6 | Carroi              | Centre Esportiu d'Alàs           | 4 de diciembre  | 15:30 |
| FC Santa Coloma B | 1 - 2 | Engordany B         | Centre Esportiu d'Alàs           | 4 de diciembre  | 18:00 |
| Pas de la Casa    | 1 - 1 | La Massana          | CE La Massana                    | 14 de diciembre | 20:30 |

| Esperança d'Andorra | 0 - 5 | Pas de la Casa    | CE La Massana                    | 10 de diciembre | 20:30 |
| Ranger's            | 4 - 0 | UE Santa Coloma B | Centre d'Entrenament de la FAF 2 | 10 de diciembre | 20:30 |
| Carroi              | 4 - 2 | FC Santa Coloma B | CE La Massana                    | 11 de diciembre | 12:00 |
| La Massana          | 0 - 1 | Atlètic Amèrica   | CE La Massana                    | 11 de diciembre | 18:00 |

| Atlètic Amèrica   | 2 - 2 | Esperança d'Andorra | CE La Massana                    | 17 de diciembre | 20:30 |
| Pas de la Casa    | 4 - 0 | Encamp              | Centre d'Entrenament de la FAF 2 | 17 de diciembre | 20:30 |
| UE Santa Coloma B | 0 - 6 | La Massana          | CE La Massana                    | 18 de diciembre | 11:00 |
| FC Santa Coloma B | 1 - 2 | Ranger's            | CE La Massana                    | 18 de diciembre | 14:00 |

| La Massana          | 8 - 0 | FC Santa Coloma B | Centre d'Entrenament de la FAF 2 | 28 de enero | 20:30 |
| Esperança d'Andorra | 2 - 1 | UE Santa Coloma B | CE La Massana                    | 28 de enero | 20:30 |
| Carroi              | 4 - 0 | Engordany B       | CE La Massana                    | 29 de enero | 12:00 |
| Encamp              | 0 - 1 | Atlètic Amèrica   | CE La Massana                    | 29 de enero | 15:00 |

| FC Santa Coloma B | 0 - 5 | Esperança d'Andorra | Centre d'Entrenament de la FAF 2 | 4 de febrero        | 20:30               |
| Engordany B       | 0 - 6 | Ranger's            | CE La Massana                    | 4 de febrero        | 20:30               |
| UE Santa Coloma B | 3 - 5 | Encamp              | CE La Massana                    | 5 de febrero        | 18:00               |
| Atlètic Amèrica   | 0 - 3 | Pas de la Casa      | Victoria Adjudicada              | Victoria Adjudicada | Victoria Adjudicada |

| Pas de la Casa | 6 - 1 | UE Santa Coloma B | Centre d'Entrenament de la FAF 2 | 11 de febrero | 20:30 |
| Ranger's       | 1 - 2 | Carroi            | CE La Massana                    | 11 de febrero | 20:30 |
| Encamp         | 8 - 0 | FC Santa Coloma B | CE La Massana                    | 12 de febrero | 12:00 |
| La Massana     | 4 - 2 | Engordany B       | CE La Massana                    | 12 de febrero | 18:00 |

| UE Santa Coloma B | 0 - 3 | Atlètic Amèrica     | CE La Massana                    | 18 de febrero | 20:30 |
| Carroi            | 5 - 1 | La Massana          | Centre d'Entrenament de la FAF 2 | 18 de febrero | 20:30 |
| FC Santa Coloma B | 0 - 3 | Pas de la Casa      | CE La Massana                    | 19 de febrero | 15:00 |
| Engordany B       | 0 - 7 | Esperança d'Andorra | CE La Massana                    | 19 de febrero | 18:00 |

| Atlètic Amèrica     | 9 - 1 | FC Santa Coloma B | CE La Massana       | 4 de marzo          | 20:30               |
| La Massana          | 2 - 1 | Ranger's          | CE La Massana       | 5 de marzo          | 12:00               |
| Esperança d'Andorra | 1 - 0 | Carroi            | CE La Massana       | 5 de marzo          | 15:00               |
| Encamp              | 3 - 0 | Engordany B       | Victoria Adjudicada | Victoria Adjudicada | Victoria Adjudicada |

| FC Santa Coloma B | 4 - 1 | UE Santa Coloma B   | CE La Massana                    | 11 de marzo | 20:30 |
| Ranger's          | 1 - 5 | Esperança d'Andorra | Centre d'Entrenament de la FAF 2 | 11 de marzo | 20:30 |
| Engordany B       | 0 - 9 | Pas de la Casa      | CE La Massana                    | 12 de marzo | 12:00 |
| Carroi            | 6 - 1 | Encamp              | CE La Massana                    | 12 de marzo | 15:00 |

| Esperança d'Andorra | 3 - 1 | La Massana  | CE La Massana                    | 18 de marzo | 20:30 |
| Pas de la Casa      | 2 - 2 | Carroi      | Centre d'Entrenament de la FAF 2 | 18 de marzo | 20:30 |
| Atlètic Amèrica     | 1 - 0 | Engordany B | CE La Massana                    | 19 de marzo | 15:00 |
| Encamp              | 1 - 2 | Ranger's    | CE La Massana                    | 19 de marzo | 18:00 |

| Engordany B | 1 - 2  | UE Santa Coloma B | Centre d'Entrenament de la FAF 2 | 26 de marzo | 12:00 |
| Carroi      | 1 - 4  | Atlètic Amèrica   | CE La Massana                    | 26 de marzo | 12:00 |
| Ranger's    | 1 - 11 | Pas de la Casa    | CE La Massana                    | 26 de marzo | 15:00 |
| La Massana  | 10 - 2 | Encamp            | CE La Massana                    | 26 de marzo | 18:00 |

## Play-offs

### Clasificación
| Pos. | Equipo                  | Pts. | PJ | G  | E | P  | GF  | GC | Dif. | Clasificación 2023-24                        |
| ---- | ----------------------- | ---- | -- | -- | - | -- | --- | -- | ---- | -------------------------------------------- |
| 1    | Pas de la Casa (C, A)   | 64   | 24 | 20 | 4 | 0  | 119 | 10 | +109 | Campeón y ascenso a Primera División 2023-24 |
| 2    | Atlètic Amèrica (A)     | 59   | 24 | 17 | 4 | 3  | 71  | 27 | +44  | Campeón y ascenso a Primera División 2023-24 |
| 3    | Esperança d'Andorra (A) | 50   | 24 | 15 | 5 | 4  | 58  | 25 | +33  | Campeón y ascenso a Primera División 2023-24 |
| 4    | Carroi                  | 48   | 24 | 15 | 3 | 6  | 65  | 34 | +31  | Clasificado al play-off de promoción         |
| 5    | La Massana              | 34   | 24 | 10 | 4 | 10 | 56  | 40 | +16  |                                              |
| 6    | Ranger's                | 25   | 24 | 8  | 1 | 15 | 39  | 73 | −34  |                                              |
| 7    | Encamp                  | 31   | 24 | 10 | 1 | 13 | 47  | 59 | −12  | Se retiró.                                   |

Actualizado a los partidos jugados el 21 de mayo de 2023.
 Fuente: FAF
Notas:
1. ↑  se le ganó 4 puntos

### Fixture
- Los horarios corresponden a la CET (Hora Central Europea) UTC+1 en horario estándar y UTC+2 en horario de verano.

| La Massana | 0 - 3 | Pas de la Casa      | Centre d'Entrenament de la FAF 2 | 1 de abril | 20:30 |
| Encamp     | 1 - 2 | Atlètic Amèrica     | CE La Massana                    | 1 de abril | 20:30 |
| Ranger's   | 1 - 2 | Esperança d'Andorra | CE La Massana                    | 2 de abril | 11:00 |

| Esperança d'Andorra | 3 - 2 | La Massana | CE La Massana                    | 15 de abril | 20:30 |
| Atlètic Amèrica     | 3 - 0 | Ranger's   | Centre d'Entrenament de la FAF 2 | 15 de abril | 20:30 |
| Carroi              | 4 - 0 | Encamp     | CE La Massana                    | 16 de abril | 11:00 |

| Pas de la Casa | 2 - 0 | Esperança d'Andorra | Centre d'Entrenament de la FAF 2 | 22 de abril         | 20:30               |
| La Massana     | 0 - 3 | Atlètic Amèrica     | CE La Massana                    | 23 de abril         | 11:00               |
| Ranger's       | 0 - 3 | Carroi              | Victoria Adjudicada              | Victoria Adjudicada | Victoria Adjudicada |

| Carroi          | 3 - 0 | La Massana     | Centre d'Entrenament de la FAF 2 | 29 de abril | 20:30 |
| Atlètic Amèrica | 2 - 2 | Pas de la Casa | CE La Massana                    | 30 de abril | 11:00 |
| Encamp          | 4 - 3 | Ranger's       | Centre d'Entrenament de la FAF 2 | 4 de mayo   | 21:00 |

| Esperança d'Andorra | 1 - 1 | Atlètic Amèrica | Centre d'Entrenament de la FAF 2 | 6 de mayo           | 20:30               |
| Pas de la Casa      | 2 - 1 | Carroi          | CE La Massana                    | 6 de mayo           | 20:30               |
| La Massana          | 3 - 0 | Encamp          | Victoria Adjudicada              | Victoria Adjudicada | Victoria Adjudicada |

| Encamp   | 0 - 3 | Pas de la Casa      | Centre d'Entrenament de la FAF 2 | 13 de mayo          | 20:30               |
| Carroi   | 2 - 0 | Esperança d'Andorra | CE La Massana                    | 14 de mayo          | 11:00               |
| Ranger's | 0 - 3 | La Massana          | Victoria Adjudicada              | Victoria Adjudicada | Victoria Adjudicada |

| Atlètic Amèrica     | 2 - 3 | Carroi   | Centre d'Entrenament de la FAF 2 | 20 de mayo          | 20:30               |
| Pas de la Casa      | 8 - 0 | Ranger's | CE La Massana                    | 21 de mayo          | 11:00               |
| Esperança d'Andorra | 3 - 0 | Encamp   | Victoria Adjudicada              | Victoria Adjudicada | Victoria Adjudicada |

## Play-off de promoción
El séptimo colocado en la clasificación de la primera división disputó una serie a doble partido, uno como visitante y otro como local, ante el cuarto colocado de la Segunda División. El ganador de la eliminatoria participó de la siguiente temporada de la Primera Divisió.
| 27 de mayo de 2023, 20:30; | Carroi                            | 2:0 (1:0) | Engordany | CE La Massana, La Massana |  |
|                            | Marco Acosta 4' · Jaime Pérez 55' | Reporte   |           |                           |  |

| 31 de mayo de 2023, 20:30;                                                                                     | Engordany | 0:2(0:0) (Global 1:4) | Carroi               | Centre d'Entrenament de la FAF 1, Andorra la Vieja |  |
| |           | Reporte               | Arnau Bravo 63', 70' |                                                    |  |
| El Carroi ascendió y jugó la Primera División y el Engordany jugó la Segunda División en la proxima temporada. |           |                       |                      |                                                    |  |

## Goleadores
- Actualizado el 21 de mayo de 2023.

| Pos. | Jugador           | Club            | Goles |
| ---- | ----------------- | --------------- | ----- |
| 1    | Sebastiàn Bertrán | Pas de la Casa  | 26    |
|      | Lluis Batista     | Pas de la Casa  | 26    |
| 3    | Arnau Bravo       | Carroi          | 22    |
| 4    | Diego Marinho     | Pas de la Casa  | 21    |
| 5    | Matías Bellino    | Atlètic Amèrica | 15    |